# 比洛皮爾 (赫梅利尼茨基州)
50°3′8″N 27°6′39″E / 50.05222°N 27.11083°E
比洛皮爾（烏克蘭語：Білопіль）是烏克蘭的村落，位於該國西部赫梅利尼茨基州，由舍佩蒂夫卡區負責管轄，始建於1645年，面積122平方公里，2001年人口460，人口密度每平方公里3,770.49人。